# Евразийский экономический союз
Евразийский экономический союз (сокр. ЕАЭС:Ст. 1, арм. Եվրասիական տնտեսական միություն, бел. Еўразійскі эканамічны саюз, каз. Еуразиялық экономикалық одақ, кирг. Евразиялык экономикалык бирлиги) — международная организация региональной экономической интеграции, обладающая международной правосубъектностью и учреждённая Договором о Евразийском экономическом союзе:Ст. 1. С 1 января 2025 года председательство в Евразийском экономическом союзе (ЕАЭС) перешло к Беларуси.
Евразийское экономическое сообщество (ЕврАзЭС) существовало в 2001—2014 годах и является предшествующей ЕАЭС организацией экономической интеграции, упразднённой в связи с созданием Евразийского экономического союза (ЕАЭС). Аббревиатура ЕАЭС, обозначающая существующий с 2015 года союз, принята во всех официальных международных документах.

## Состав

### Государства — члены ЕАЭС
- Армения (со 2 января 2015 года)
- Беларусь (с 1 января 2015 года)
- Казахстан (с 1 января 2015 года)
- Кыргызстан (с 12 августа 2015 года)
- Россия (с 1 января 2015 года)

В настоящее время количество стран-членов увеличилось по сравнению с количеством стран, первоначально подписавших договор. Расширение Евразийского экономического союза имеет перспективу.

### Государства — наблюдатели ЕАЭС
- Молдова (с 14 мая 2018 года)[8]
- Узбекистан (с 11 декабря 2020)[9]
- Куба (с 11 декабря 2020)[9]
- Иран (с 26 декабря 2024)[10]

### Зона свободной торговли ЕАЭС
- Вьетнам — соглашение подписано 29 мая 2015 года. После завершения необходимых процедур 5 октября 2016 года соглашение вступило в силу[11].
- Сингапур — соглашение подписано 1 октября 2019 года[12].
- Сербия — соглашение подписано 25 октября 2019 года[13].
- Иран — постоянное соглашение подписано 25 декабря 2023 года[14].

#### На стадии переговоров
- Египет — заявка подана 27 мая 2015 года[15].
- Израиль — 12 сентября 2019 года президент России и премьер-министр Израиля отметили намерение ускорить создание ЗСТ между Израилем и ЕАЭС[16].
- Индия — в июне 2017 года подписано заявление о начале переговоров по созданию зоны свободной торговли с ЕАЭС[17].
- Индонезия — 27 мая 2022 года Высшим Евразийским экономическим советом было принято решение о начале переговоров с Республикой Индонезией о заключении соглашения о свободной торговле[18].
- Монголия — начала стадию переговоров о зоне свободной торговли и вступлении с осени 2016 года[19][20]. 8 мая 2024 года принято решение о начале переговоров с Монголией[21][22].
- Таиланд — 1 апреля 2016 года Россия и Таиланд начали переговоры о создании зоны свободной торговли[23].
- ОАЭ — 9 декабря 2022 года было принято решение о начале переговоров с ОАЭ о заключении соглашения о свободной торговле[24].

#### Соглашение о торгово-экономическом сотрудничестве
- Китай — переговоры начались в 2015 году[25], 17 мая 2018 года подписано соглашение о торгово-экономическом сотрудничестве[26]. 25 октября 2019 года вступило в силу соглашение о торгово-экономическом сотрудничестве между ЕАЭС и Китайской Народной Республикой[27].

### Перспективы
В ходе саммита Россия — АСЕАН в 2016 году в Сочи Путин выдвинул предложение о сопряжении ЕАЭС, АСЕАН и ШОС («интеграции интеграций»). По мнению экспертов, возможно присоединение России или ЕАЭС ко Всестороннему региональному экономическому партнёрству. На Петербургском международном экономическом форуме-2016 в июне 2016 года Путин предложил создать большое партнёрство в Евразии, в которое могли бы войти ЕАЭС, Китай, Индия, Пакистан, Иран и другие государства континента, а также анонсировал начало переговоров по созданию партнёрства между ЕАЭС и КНР. На том же мероприятии президент Казахстана Нурсултан Назарбаев призвал создать форум ЕАЭС — ЕС. Таким образом, ЕАЭС позиционирует себя как ядро континентальной интеграции.

## Председательство
Каждый год председателем союза избирается страна-участница союза. В 2015 году председательство было предложено Беларуси. В 2025 году Беларусь председательствует в объединении.
| Год  | Страна     | Глава страны        | Главные события в объединении |
| ---- | ---------- | ------------------- | --- |
| 2015 | Беларусь   | Александр Лукашенко | Начало функционирования ЕАЭС между Беларусью, Казахстаном и Россией Позднее с Арменией (со 2 января) и Кыргызстаном (с 12 августа) |
| 2016 | Казахстан  | Нурсултан Назарбаев | ЗСТ с Вьетнамом |
| 2017 | Кыргызстан | Алмазбек Атамбаев   | Подписание и ратификация Договора о Таможенном кодексе ЕАЭС |
| 2017 | Кыргызстан | Сооронбай Жээнбеков | Подписание и ратификация Договора о Таможенном кодексе ЕАЭС |
| 2018 | Россия     | Владимир Путин      | Временное соглашение о ЗСТ с Ираном Соглашение о торгово-экономическом сотрудничестве c Китаем Предоставление статуса страны — наблюдателя Молдовы |
| 2019 | Армения    | Никол Пашинян       | ЗСТ с Сингапуром, ЗСТ с Сербией |
| 2020 | Беларусь   | Александр Лукашенко | Утверждение Стратегических направлений развития евразийской экономической интеграции до 2025 года Предоставление статуса государства — наблюдателя Узбекистану и Кубе |
| 2021 | Казахстан  | Касым-Жомарт Токаев | |
| 2022 | Кыргызстан | Садыр Жапаров       | |
| 2023 | Россия     | Владимир Путин      | 25 декабря 2023 года главы государств ЕАЭС подписали Декларацию о дальнейшем развитии экономических процессов в рамках ЕАЭС до 2030 года и на период до 2045 года «Евразийский экономический путь» 25 мая 2023 года Высшим Евразийским экономическим советом принято решение «Об оказании финансового содействия при реализации государствами — членами ЕАЭС совместных кооперационных проектов в отраслях промышленности» 25 декабря 2023 года было подписано Соглашение о ЗСТ между ЕАЭС и Ираном |
| 2024 | Армения    | Никол Пашинян       | Предоставление Ирану статуса государства — наблюдателя |
| 2025 | Беларусь   | Александр Лукашенко | |

## Хронология
| год основания год вступления документ                         | 1991 1991—1994 Соглашение о создании Содружества Независимых Государств | 1996 Договор об углублении интеграции в экономической и гуманитарной областях | 2000 2001 Договор об учреждении Евразийского экономического сообщества | 2007 2010 Договор о создании единой таможенной территории и формировании таможенного союза | 2007 и 2011 2012 Декларация о евразийской экономической интеграции | 2014 2015 Договор о Евразийском экономическом союзе |  |
|                                                               |                                                                         |                                                                               |                                                                        |                                                                                            |                                                                    |                                                     |  |
|                                                               | Евразийский экономический союз (ЕАЭС)                                   |                                                                               |                                                                        |                                                                                            |                                                                    |                                                     |  |
| Единое экономическое пространство (ЕЭП)                       |                                                                         |                                                                               |                                                                        |                                                                                            |                                                                    |                                                     |  |
| Таможенный союз (ТС)                                          |                                                                         |                                                                               |                                                                        |                                                                                            |                                                                    |                                                     |  |
| Евразийское экономическое сообщество (ЕврАзЭС)                |                                                                         |                                                                               |                                                                        |                                                                                            |                                                                    |                                                     |  |
| Углубление интеграции в экономической и гуманитарной областях |                                                                         |                                                                               |                                                                        |                                                                                            |                                                                    |                                                     |  |
| Содружество Независимых Государств (СНГ)                      |                                                                         |                                                                               |                                                                        |                                                                                            |                                                                    |                                                     |  |

В ходе первого официального визита в Россию 29 марта 1994 года в Московском государственном университете им. М. В. Ломоносова президент Казахстана Н. А. Назарбаев впервые выступил с идеей формирования Евразийского союза на основе единого экономического пространства и совместной оборонной политики.

Назрела необходимость в переходе на качественно новый уровень взаимоотношений наших стран на основе нового межгосударственного объединения, сформированного на принципах добровольности и равноправия. Таким объединением мог бы стать Евразийский союз. Он должен строиться на иных, чем СНГ, принципах, ибо основу нового объединения должны составить наднациональные органы, призванные решать две ключевых задачи: формирование единого экономического пространства и обеспечение совместной оборонной политики.

### 2010 год
После того, как в июле 2010 года вступили в силу договорённости о создании Таможенного союза в рамках ЕврАзЭС, в декабре того же года на саммите ЕврАзЭС было достигнуто соглашение о создании Евразийского экономического союза на базе Единого экономического пространства Беларуси, Казахстана и России.

### 2011 год
19 октября 2011 года главы стран ЕврАзЭС приняли решение о присоединении Кыргызстана к Таможенному союзу России, Беларуси и Казахстана.
18 ноября в Москве президент России Дмитрий Медведев, президент Беларуси Александр Лукашенко и президент Казахстана Нурсултан Назарбаев подписали документы следующего этапа интеграции:
- Декларацию о Евразийской экономической интеграции;
- Договор о Евразийской экономической комиссии;
- Регламент работы Евразийской экономической комиссии.

В Декларации о Евразийской экономической интеграции заявляется о переходе с 1 января 2012 года к следующему этапу интеграционного строительства — Единому экономическому пространству, основанному на нормах и принципах Всемирной торговой организации и открытому на любом этапе своего формирования для присоединения других государств. Конечная цель — создание к 2015 году Евразийского экономического союза. Сторонами разрабатывается проект нового основополагающего документа — Договора о Евразийском экономическом союзе. Договор должен был быть подготовлен до 1 мая 2014 года.

### 2012 год
С 1 января 2012 года на территории трёх стран-участниц Таможенного союза ЕврАзЭС начало действовать Единое экономическое пространство, сформированное для создания условий для стабильного и эффективного развития экономик государств-участников и повышения уровня жизни населения. В полной мере интеграционные соглашения Единого экономического пространства, принятые 18 ноября 2011 года, начали работать с июля 2012 года.
В феврале 2012 года председатель Госдумы России Сергей Нарышкин заявил, что вслед за созданием Таможенного союза и формированием Единого экономического пространства государства-партнёры намерены приступить к созданию наднационального — Евразийского — парламента, а Таможенный союз и Единое экономическое пространство станут базой для формирования будущего Евразийского союза.
15 февраля вступил в силу первый технический регламент Таможенного союза ТР ТС 006/2011 «О безопасности пиротехнических изделий».
20 марта С. Нарышкин заявил, что «Евразийская межпарламентская ассамблея, которая придёт на смену межпарламентской ассамблее ЕврАзЭС, должна разрабатывать основы законодательства в базовых сферах правоотношений, а в перспективе стать полноценным евразийским парламентом», «наделённым законодательными и контрольными полномочиями по аналогии с Европарламентом и формируемым на основе прямых демократических выборов».
17 мая С. Нарышкин заявил о том, что Россия, Беларусь и Казахстан организовали рабочую группу для формирования парламента будущего Евразийского союза. К продвижению этой инициативы в Минске и Астане подключилась председатель Совета Федерации РФ Валентина Матвиенко.
Инициативы руководителей палат российского парламента, однако, не получили ожидавшегося ими отклика у парламентариев Казахстана и Беларуси. 13 сентября на заседании рабочей группы по вопросам парламентского измерения Евразийской экономической организации представители Казахстана — председатель комитета Мажилиса по международным делам, обороне, безопасности Маулен Ашимбаев и секретарь НДП «Нур Отан» Ерлан Карин — призвали не спешить с «политической составляющей» и сосредоточиться на экономических вопросах интеграции, поскольку любые интеграционные проекты возможны только «при условии соблюдения главного принципа — уважения суверенитета государств-участников». Именно по этой причине казахстанская сторона назвала преждевременной подготовку проекта меморандума о концепции межпарламентского органа и отказалась от каких-либо политических заявлений.
19 декабря 2012 года, советник президента России Сергей Глазьев, заявил о том что вопрос о введении единой валюты в рамках Евразийского Экономического Союза обсуждался несколько раз, однако положительного решения пока нет. Далее он сделал следующее заявление:

В рамках Таможенного союза естественно происходит доминирование рубля. ...
Если мы исключим доллар и евро, в которых пока ещё ведутся расчёты в основном по энергоносителям, вес рубля во взаимной торговле трёх государств составляет около 90 %.

### 2013 год
3 сентября, по итогам переговоров на высшем уровне президентов России и Армении, президент Армении Серж Саргсян заявил о решении его страны вступить в Таможенный союз.
16 сентября председатель комитета Госдумы России по делам СНГ, евразийской интеграции и связям с соотечественниками Леонид Слуцкий, выступая на пресс-конференции, в очередной раз озвучил планы по созданию евразийского парламента, положение о котором, по словам чиновника, должно быть внесено в «Договор о Евразийском экономическом союзе».
18 сентября, в ответ на повторную инициативу по созданию Евразийского парламента, депутат казахстанского мажилиса, глава комитета по международным делам, обороне и безопасности палаты Маулен Ашимбаев заявил в интервью телеканалу «Астана», что Казахстан не поддерживает данную инициативу:

В этом договоре не должно быть пункта, касающегося создания единого наднационального парламента. Здесь позиция Казахстана чёткая, она озвучивалась не раз руководством страны, что Казахстан не будет поддерживать создание наднациональных политических органов. Максимум, о чём может идти речь в этом проекте, — соглашение о межпарламентском сотрудничестве, которое, собственно говоря, сегодня есть.

1 октября в интервью казахскому телеканалу «24 KZ» белорусский президент А. Лукашенко заявил, что единой валюты и «наднациональных надстроек» в создаваемом Евразийском союзе не будет:

Кто-то из политиков, особенно в России, привыкли подкидывать в повестку дня то, что сегодня нереально. Допустим, все кричат о какой-то унификации, в том числе и в политической сфере. Но мы ведь создаём экономический союз. Кто-то говорит о какой-то политической надстройке. Кто-то сегодня говорит о введении единой валюты. Мы ещё к этому не пришли, мы ещё не ощутили жесточайшую необходимость этого.
... Сегодня это не стоит в повестке дня, и не надо это впихивать искусственно, не надо создавать наднациональных структур, которые не воспринимаются хотя бы одной страной.
... Кстати, это позиция Нурсултана Абишевича (Назарбаева): давайте делать то, что сегодня нужно, чего требуют от нас народы. При этом политическая независимость, суверенитет, стабильность государства — это главное. Мы должны быть независимыми и суверенными государствами.

21 октября в ходе визита в Россию вице-премьер сирийского правительства Кадри Джамиль заявил о намерении его страны вступить в Таможенный союз, подчеркнув, что страна уже собрала все необходимые документы.
24 октября в ходе саммита стран-участниц Таможенного союза президент Казахстана Нурсултан Назарбаев предложил распустить Евразийское экономическое сообщество (ЕврАзЭС) и принять Турцию. По его словам, бывая за рубежом, он часто слышит опасения, что «мы создаём СССР, или что-то под Россией». «Может, Турцию принять, большая страна, и разговор закончится», — предложил Назарбаев президентам России и Беларуси.
11 ноября Россия и Казахстан подписали договор о добрососедстве и союзничестве в XXI веке, который закладывает основы для дальнейшего стратегического партнёрства между странами.
24 декабря, выступая на заседании Высшего евразийского экономического совета, президент Казахстана Нурсултан Назарбаев выступил против политизации Евразийского экономического союза:

Мы с вами говорили, и не хотелось бы повторять, но политизация создаваемого союза недопустима.
... Такие направления, как охрана границ, миграционная политика, система обороны и безопасности, а также вопросы здравоохранения, образования, культуры, правовой помощи по гражданским, административным и уголовным делам не относятся к экономической интеграции и не могут быть перенесены в формат экономического союза.
... Как суверенные государства мы активно сотрудничаем с различными странами, международными организациями, не ущемляя взаимных интересов. Союз не должен мешать нам в этом направлении.

### 2014 год
В рамках формирования Евразийского экономического союза предполагается унифицировать подходы к налогообложению налоговых резидентов граждан государств — членов ЕАЭС, с тем чтобы в случае заключения долгосрочных трудовых договоров гражданами стран ЕАЭС налогообложение их доходов от работы по найму в Российской Федерации осуществлялось на условиях не менее благоприятных, чем налогообложение налоговых резидентов Российской Федерации.
3 мая белорусский президент Александр Лукашенко заявил, что изначально необходимо договариваться о равноправных условиях работы при создании ЕАЭС, а 9 мая, по итогам двусторонних переговоров в Москве с руководством России, Лукашенко сообщил, что все вопросы практически урегулированы.
29 мая 2014 года в Астане (Казахстан) подписан договор о создании Евразийского экономического союза. Документ вступит в силу с 1 января 2015 года. Президент Армении Серж Саргсян заявлял, что его страна намерена присоединиться к договору до 15 июня 2014 года. Президент Кыргызстана Алмазбек Атамбаев рассчитывает подписать договор до конца 2014 года.
5 октября президент России Владимир Путин подписал закон о ратификации договора о Евразийском экономическом союзе.
9 октября президент Беларуси Александр Лукашенко подписал закон о ратификации договора о Евразийском экономическом союзе.
10 октября главы государств-членов ЕАЭС подписали договор о присоединении Армении к союзу.
В ноябре 2014 года процесс присоединения Кыргызстана к ТС и Евразийскому Экономическому Союзу активизировался. Парламент Кыргызстана принял ряд законов, необходимых для скорого вступления в союз.
4 декабря 2014 года парламент Армении ратифицировал договор о присоединении страны к ЕАЭС.
23 декабря 2014 года на заседании Высшего Евразийского экономического совета был подписан договор о присоединении Кыргызстана к ЕАЭС. Подписаны Соглашение о единых принципах и правилах обращения лекарственных средств в рамках Евразийского экономического союза и Соглашение о единых принципах и правилах обращения медицинских изделий (изделий медицинского назначений и медицинской техники) в рамках Евразийского экономического союза.

### 2015 год
- 1 января 2015 года договор о создании Евразийского экономического союза вступил в силу[67].
- 1 января начал функционировать сайт Евразийского экономического союза (ЕАЭС). Сайт доступен на национальных языках всех стран-участниц Союза — армянском, белорусском, казахском, русском и кыргызском[68].
- 2 января в ЕАЭС официально вступила Армения.
- 29 мая ЕАЭС и Вьетнам подписали соглашение о создании зоны свободной торговли[69]. Соглашение было подписано в посёлке Бурабай в Казахстане[70].
- 21 июля Сирия заявила о желании вступить в ЕАЭС[71].
- В августе 2015 года завершилась процедура вступления Кыргызстана в Евразийский экономический союз[72][73].

### 2016 год
2 мая президент России Владимир Путин подписал закон о ратификации соглашения и двух протоколов о свободной торговле между членами ЕАЭС и Вьетнамом.
Летом вице-премьер Игорь Шувалов отметил, что сокращенно название организации вновь звучит как ЕврАзЭС, а не ЕАЭС, ввиду сложности произношения: «Мы сначала сменили название ЕврАзЭС на ЕАЭС, сделали паузу, а потом вернули ЕврАзЭС», так как прежняя организация была зарегистрирована в ООН и нужен был переходный период. В дальнейшем в СМИ началось использование названия ЕврАзЭС.

### 2017 год
- 17 января президент Молдовы Игорь Додон заявил о намерении Молдовы стать первым наблюдателем в Евразийском экономическом союзе.
- 22 марта Молдова попросила предоставить ей статус наблюдателя в Евразийском экономическом союзе (ЕАЭС). Как сообщил на своей официальной странице в социальной сети Facebook президент Молдовы Игорь Додон, соответствующую просьбу он направил накануне председателю Высшего евразийского экономического совета, главе Кыргызстана Алмазбеку Атамбаеву[78].
- 3 апреля в Кишинёве был подписан Меморандум о сотрудничестве Молдовы с ЕАЭС. Меморандум подписали председатель Коллегии Евразийской экономической комиссии Тигран Саркисян, а с молдавской стороны — Игорь Додон[79]. Следующий шаг — подписание рамочного соглашения. Затем — получение Молдовой статуса наблюдателя в ЕАЭС[80].
- 14 апреля в Бишкеке в ходе заседания Высшего евразийского экономического совета принято решение о предоставлении Молдове статуса государства-наблюдателя при ЕАЭС[81].

### 2018 год
- 1 января вступил в силу Таможенный кодекс ЕАЭС.
- 14 мая принято положение о предоставлении Молдове статуса страны-наблюдателя[82].
- 17 мая подписано временное соглашение о зоне свободной торговли с Ираном[83].

### 2019 год
- Подписание Соглашения о свободной торговле между ЕАЭС и Сингапуром[84].
- Подписание Соглашения о свободной торговле между ЕАЭС и Сербией[84].
- В октябре вступило в силу Соглашение о торгово-экономическом сотрудничестве между ЕАЭС и Китаем[84][85].
- Вступление в силу временного соглашения, ведущего к созданию зоны свободной торговли между ЕАЭС и Ираном[84].

### 2020 год
- 11 декабря Узбекистан и Куба официально стали странами-наблюдателями в ЕАЭС[9], утверждены Стратегические направления развития евразийской экономической интеграции до 2025 года[86].

### 2021 год
- Вышел первый номер электронного журнала о конкуренции и антимонопольном регулировании в ЕАЭС[87].
- Определены стратегические направления интеграции до 2025 года[88].

1 июля 2021 года стартует совместный цифровой проект стран ЕАЭС «Работа без границ». Он планировался как поисковая система для получения доступа к информации о свободных рабочих местах и соискателях вакансий, которая содержится в национальных информационных системах государств — членов ЕАЭС.
В России это портал «Работа в России», информационными партнёрами которого являются и аналогичные крупные коммерческие ресурсы[какие?]. Несмотря на сложную ситуацию с пандемией, проект удалось реализовать в установленный срок. В частности, с момента его старта выполнены все организационные мероприятия, создано типовое программное обеспечение, проведены интеграционные работы во всех 5 странах — членах ЕАЭС, проведено тестирование. Предполагалось, что запуск совместного цифрового продукта по поиску вакансий и резюме кандидатов может увеличить мобильность экономически активного населения ЕАЭС и сбалансировать рынок труда. В результате внедрения системы ожидалось расширение взаимодействия рынков труда Союза.

### 2022 год
После российского вторжения на Украину и последующих санкций против действий России Кремль ввёл запрет на экспорт зерновых и сахара в страны ЕАЭС «для поддержания внутреннего рынка». В то же время, первый заместитель руководителя Администрации президента Казахстана Тимур Сулейменов заявил, что «Казахстан не будет инструментом для обхода санкций против России со стороны США и ЕС. Мы будем соблюдать санкции».
20-21 июня 2022 года в Минске в очном формате состоялось заседание Евразийского межправительственного совета. Главы правительств стран ЕАЭС обсудят в том числе вопросы введения маркировки товаров средствами идентификации в ЕАЭС, создания комиссии по кооперации и импортозамещению в приоритетных и высокотехнологичных отраслях промышленности, Программу совместных действий государств — членов ЕАЭС в сфере защиты прав потребителей.
Членам Межправсовета будут представлены отчёты ЕЭК за 2021 год: о мониторинге проведения оценки регулирующего воздействия проектов решений Комиссии, о состоянии конкуренции на трансграничных рынках в 2021 году и мерах, принимаемых по пресечению нарушений общих правил конкуренции, доклад о реализации проектов в рамках цифровой повестки ЕАЭС.
В целях дальнейшей интеграции национальных транспортных систем государств ЕАЭС в мировую транспортную систему и увеличения объёмов торговли планируется рассмотрение вопросов развития транспортной инфраструктуры евразийских транспортных коридоров и маршрутов, входящих в том числе в международные транспортные коридоры «Восток — Запад» и «Север — Юг».

### 2023 год
25 декабря 2023 года главы государств Евразийского экономического союза подписали Декларацию развития ЕАЭС до 2030 года и на период до 2045 года «Евразийский экономический путь». Документ отмечает следующие направления развития: обеспечение общего рынка ключевыми товарами и ресурсами и его эффективное функционирование, формирование общего пространства кооперационного взаимодействия и сотрудничества в сфере технологического развития, формирование общего транспортно-логистического пространства, формирование общего финансового рынка, развитие экономического сотрудничества в сферах, имеющих интеграционный потенциал, функционирование ЕАЭС как полюса экономического притяжения на международной арене.
Решением Высшего Евразийского экономического совета от 25 мая 2023 г. № 4 в целях развития кооперационного сотрудничества государств-членов ЕАЭС был создан механизм финансовой поддержки кооперационных проектов в областях промышленности. Финансирование будет осуществляться путем субсидирования процентной ставки по кредиту в размере 100 % ключевой (учётной) ставки валюты кредитного договора (национальная валюта любого государства-члена ЕАЭС).
Соглашение об учреждении Евразийской перестраховочной компании вступило в силу 22 ноября 2023 года. Евразийская перестраховочная компания призвана содействовать увеличению объемов взаимной торговли, инвестиций, развитию экономической интеграции, повышению инвестиционной привлекательности и расширению торгово-экономических связей с третьими странами путем осуществления деятельности в сфере перестрахования экспортных кредитов.
5 декабря 2023 Коллегия Евразийской экономической комиссии утвердила комплексный план развития евразийских транспортных коридоров до 2025 года.
25 декабря 2023 года было подписано Соглашение о ЗСТ между ЕАЭС и Ираном.

## География
Евразийский экономический союз расположен на восточной оконечности Европы, ограничен Арктикой на севере, Тихим океаном на востоке и Восточной Азией, Ближним Востоком и частью Центральной Азии на юге. Союз лежит между 39° и 82° северной широты и 19° восточной долготы и 169° — западной. Союз простирается на большей части Северной Евразии; его государства-члены занимают площадь более 20 млн км².
Восточноевропейская равнина охватывает Беларусь и большую часть европейской части России. Равнина в основном свободна от гор и состоит из нескольких плато. Самые северные регионы России — тундра. Русская Тундра расположена на побережье с Арктикой и известна своей полярной ночью в зимнее время года. Тайга достигает южных границ России в Сибири и составляет 60 % территории страны. На Урале и в Северном Казахстане, климат преимущественно умеренный. Юго-запад России и Казахстана в основном степи. Казахская степь занимает треть территории Казахстана и является крупнейшим в мире сухостепным регионом. Армения преимущественно горная, климат континентальный. Страна, не имеющая выхода к морю и прямой границы с другими государствами-членами, расположена в юго-западной части Азии, занимая северо-восточную часть Армянского нагорья, и находится между Кавказом и Ближним Востоком.
В Евразийском экономическом союзе встречается большое количество озёр и рек. К основным озёрам относятся Ладога и Онего, два из крупнейших озёр в Европе. Самым крупным и заметным из пресноводных водоемов союза является озеро Байкал — самое глубокое, чистое, древнее и емкое пресноводное озеро в мире. Только озеро Байкал содержит более одной пятой мировых запасов пресной поверхностной воды. По объему возобновляемых водных ресурсов Россия уступает только Бразилии. Из многочисленных рек Союза Волга является самой известной не только потому, что она самая длинная в Европе, но и из-за её важнейшей роли в истории. В Сибири Обь, Енисей, Лена и Амур являются одними из самых длинных рек в мире.
Самая высокая вершина Евразийского экономического союза — пик Победы в горах Тянь-Шаня, Кыргызстан, на высоте 7439 м над уровнем моря. Самая низкая точка в Евразийском экономическом союзе является впадина Карагие в Казахстане. Каспийский берег Казахстана включает в себя одни из самых низких низменностей на Земле. По оценкам Организации Объединённых Наций за 2018 год, леса покрывают 36 % территории Беларуси. В стране насчитывается 11 000 озёр и множество водных потоков. Россия известна своими богатыми минерально — энергетическими ресурсами, крупнейшими запасами в мире, что делает её крупнейшим в мире производителем нефти и природного газа.
По оценкам, население Евразийского экономического союза, составляющее 184 миллионов человек, в основном урбанизировано, при этом более 70 % населения России и Беларуси проживает в городах. В Армении более 64 % населения проживает в городах. Городское население Казахстана составляет 54 % от общей численности населения страны.
- Гора Эльбрус — Северный Кавказ, Россия
- Армянское нагорье — Армения
- Река Лама — Московская область, Россия
- Чарынский каньон — Казахстан
- Южный берег озера Иссык-Куль, Иссык-Кульская область — Кыргызстан
- Зима — Беларусь
- Горный массив Арагац — Арагацотнская область, Армения
- Хребет Мунку-Сардык — Окинский район, Бурятия, Россия
- Озеро Айгрлич — Армения
- Озеро Сервечь — Беларусь
- Алтайский край — Россия
- Горы Тянь-Шань — Кыргызстан

## Население
Данные на 1 января соответствующего года
| Год  | Численность населения | Количество родившихся | Количество умерших | Естественный прирост населения | Родившихся (на 1000 человек) | Умерших (на 1000 человек) | Естественный прирост (на 1000 человек) |
| ---- | --------------------- | --------------------- | ------------------ | ------------------------------ | ---------------------------- | ------------------------- | -------------------------------------- |
| 2015 | 182 065 203           | 2 667 773             | 2 227 769          | 440 004                        | 14.7                         | 12.2                      | 2.5                                    |
| 2016 | 182 725 831           | 2 662 134             | 2 222 473          | 439 661                        | 14.6                         | 12.2                      | 2.4                                    |
| 2017 | 183 354 776           | 2 590 977             | 2 204 400          | 386 577                        | 14.1                         | 12.0                      | 2.1                                    |
| 2018 | 183 759 052           | 2 366 189             | 2 136 534          | 229 655                        | 12.9                         | 11.6                      | 1.3                                    |
| 2019 | 183 960 344           | 2 297 544             | 2 138 529          | 159 015                        | 12.5                         | 11.6                      | 0.9                                    |
| 2020 | 184 265 718           | 2 181 604             | 2 112 260          | 69 344                         | 11.8                         | 11.5                      | 0.3                                    |
| 2021 | 183 952 788           | 2 134 699             | 2 527 547          | −392 848                       | 11.6                         | 13.7                      | −2.1                                   |

## Экономика

### Четыре свободы в ЕАЭС
В соответствии со статьей 4 Договора о ЕАЭС от 29 мая 2014 года в Союзе обеспечивается свобода движения товаров, услуг, капитала и рабочей силы, или «четыре свободы» (аналогичные таковым в ЕС), а также проведение скоординированной, согласованной или единой политики в отраслях экономики.
Татьяна Валовая в 2015 году высказалась следующим образом:

Мы пришли к пониманию, что Евразийский экономический союз — это полноформатное единое экономическое пространство, и чтобы добиться чего-то в нём, мы должны проводить скоординированные и согласованные политики в ключевых отраслях экономики. Единое экономическое пространство — это четыре свободы, сейчас мы имеем очень четкое понимание того, что такое эта свобода. Это не просто снятие таможенных формальностей, это — необходимость формирования единых рынков.

Общий макроэкономический эффект от интеграции постсоветских стран разделяют на несколько пунктов:
- снижение цены на товары благодаря уменьшению издержек перевозки необходимого сырья/экспорта своего готового товара;
- стимулируется «здоровая» конкуренция на общем рынке ЕАЭС за счёт равного уровня экономического развития;
- увеличение конкуренции на общем рынке стран-членов Таможенного Союза благодаря вхождению на рынок новых игроков из общего пространства;
- увеличение средней з/п благодаря уменьшению издержек и повышению производительности;
- наращивание производства благодаря увеличению спроса на товары;
- увеличение благосостояния народов стран ЕАЭС благодаря снижению цен на продукты и увеличению занятости населения в экспансирующихся производствах импортоориентированных/экспортоориентированных фирм;
- повышается окупаемость новых технологий и товаров благодаря увеличенному объёму рынка;
- увеличение объёма ВВП стран ЕАЭС минимум на 25 %[104].

В то же время подписанная версия договора о создании союза носила компромиссный характер, и потому ряд задуманных мер не был осуществлён в полном объёме. Актуальные вопросы по созданию единого финансового регулятора, по политике в области торговли энергоносителями, а также по проблеме существования изъятий и ограничений в торговле между участниками союза были не решены, а отложены до 2025 года или на неопределённый срок. Однако сила решений Суда Евразийского экономического союза осталась прежней, они обязательны как для государств-членов, так и для Комиссии Евразийского экономического союза.
При проведении государственного надзора за продуктами питания и некоторой другой продукцией национальные надзорные органы пользуются правовыми актами Союза.
После вступления технического регламента Таможенного союза производитель может выбрать для производства продукции любой тип стандарта из входящих в перечень к регламенту: межгосударственные стандарты или национальные стандарты любого государства, входящего в Таможенный союз. Например, российское предприятие имеет право производить свою продукцию по стандартам Беларуси и продавать в России без дополнительного подтверждения соответствия.
Трудовым мигрантам — гражданам государств-членов Союза (Казахстан, Беларусь, Армения, Кыргызстан) — покупать патент на работу в РФ не требуется, они приравнены в трудовых правах с гражданами РФ.

### Интеграционные экономические процессы
Сенат (верхняя палата) парламента Казахстана на заседании 13 мая 2021 года одобрил проекты законов, направленные на обеспечение поэтапной интеграции таможенных пошлин Армении и Кыргызстана к ставкам Единого таможенного тарифа ЕАЭС. Трансляция заседания велась на сайте законодательного органа.
Для армянской стороны предусматривается продление срока переходного периода на один год до полной имплементации Единого таможенного тарифа ЕАЭС в отношении наиболее чувствительных для данной страны товаров. Полный переход Армении на ставки Единого таможенного тарифа будет осуществлен c 1 января 2022 года. Принятие закона, как ожидается, будет способствовать улучшению торгово-экономических отношений Армении в рамках Евразийского экономического союза.
Закон, касающийся Кыргызстана, также предполагает для этой страны продление срока переходного периода на один год до полной имплементации Единого таможенного тарифа ЕАЭС в отношении наиболее чувствительных товаров. До прошлого года перечень изъятий Кыргызстана состоял из 222 товарных позиций, в 2020 году переходный период продлили в отношении 139 товарных позиций. С 1 января текущего года киргизская сторона уже полностью перешла на ставки Единого таможенного тарифа Евразийского экономического союза в отношении всех товаров.
После одобрения Сенатом законы о внесении изменений в документы ЕАЭС, касающиеся Армении и Кыргызстана, поступят на подпись президенту Казахстана.
С 1 января 2021 года вступило в силу соглашение о пенсионном обеспечении трудящихся между Арменией, Беларусью, Казахстаном, Кыргызстаном и Россией, подписанное 20 декабря 2019 года. Соглашение основано на территориально-пропорциональном принципе и предусматривает установление и выплату пенсий гражданам государств-членов и членам их семей, каждой Договаривающейся Стороной исходя из стажа работы, приобретенного на её территории после вступления в силу данного проекта соглашения.
10 июля 2021 года вступило в силу Соглашение о свободной торговле между Евразийским экономическим союзом и Сербией. Минэкономразвития РФ утверждает, что это соглашение создаёт современный фундамент для развития торговых отношений между Россией, как участницей ЕАЭС, и балканской страной. Основную долю экспорта Сербии в другие страны составляют металлургия (сталь, медь), высокие технологии, машины и оборудование, сельскохозяйственная продукция, продукты питания, нефтехимия, электроэнергия и лекарственные средства.
14 сентября 2021 года Совет ЕЭК утвердил новую редакцию единой Товарной номенклатуры внешнеэкономической деятельности и Единого таможенного тарифа Евразийского экономического союза. Документ вступит в силу с 1 января 2022 г. (Решение Совета Евразийской экономической комиссии от 14 сентября 2021 г. № 80). Необходимость в издании новой редакции ТН ВЭД ЕАЭС обусловлена вступлением в силу с будущего года седьмого издания Гармонизированной системы описания и кодирования товаров (ГС), которая является международной основой Товарной номенклатуры внешнеэкономической деятельности.
10 декабря 2021 года в Москве состоялся саммит ЕАЭС, на котором были подведены основные итоги деятельности союза в 2021 году. За 9 месяцев товарооборот между странами Союза превысил показатель доковидного 2019 года, рассказал президент России Владимир Путин в своём выступлении на саммите. Продолжается совершенствование общего законодательства.
В январе-феврале 2024 года отмечен рост промышленного производства ЕАЭС на 3,8 %, объёма выполненных строительных работ — на 4,8 %, оборота розничной торговли — на 10,5 %. Грузооборот за этот период вырос в Кыргызстане (на 8,8 %) и Казахстане (на 1,6 %), пассажирооборот — в Кыргызстане (на 11,2 %), России (на 10,6 %), Беларуси (на 8,3 %) и Казахстане (на 7,6 %). Уровень зарегистрированной безработицы по ЕАЭС составил 0,9 % численности рабочей силы. Основные социально-экономические показатели за январь-февраль 2024 года рассчитаны помимо долларов США в валютах государств — членов ЕАЭС.
На юбилейном заседании Высшего Евразийского экономического совета в мае 2024 года Владимир Путин сообщил, что за 10 лет общий ВВП стран ЕАЭС увеличился до 2,5 трлн долларов с 1,6 трлн долларов. Товарооборот с другими странами вырос до 923 млрд долларов с 679 млрд долларов. Взаимная торговля увеличилась с 45 млрд долларов до 89 млрд долларов. 90 % расчетов между государствами проводится в нацвалютах.

## Создание наднациональных экономических структур ЕАЭС
В целях создания единого экономического пространства в рамках ЕАЭС предлагается создание наднациональных структур:
- Комиссия по экономике;
- Комиссия по сырьевым ресурсам (устанавливает цены и квоты на сырьевые товары и энергоносители, координирует политику в области добычи, продажи золота и других драгоценных металлов, и др.);
- Фонд по делам экономического и научно-технического сотрудничества, формирующийся за счёт вкладов стран ЕАЭС (финансирует перспективные наукоёмкие экономические и научно-технические программы, оказывает помощь в решении круга задач, в том числе правовых, налоговых, финансовых, экологических и т. д.);
- Комиссия по межгосударственным финансово-промышленным группам и совместным предприятиям;
- Международный инвестиционный банк ЕАЭС;
- Международный арбитраж ЕАЭС;
- Комиссия по вводу расчётной денежной единицы;
- Комиссия по экологии.

## Руководящие органы
Руководящие органы Евразийского экономического сообщества (за исключением суда ЕврАзЭС) продолжили свою деятельность. Руководители этих органов сохранили свои должности:Ст. 99.
Органами Союза являются:Ст. 8:
- Высший Евразийский экономический совет;
- Евразийский межправительственный совет;
- Евразийская экономическая комиссия;
- Суд Евразийского экономического союза.

После подписания 18 ноября 2011 года лидерами России, Беларуси и Казахстана декларации о Евразийской интеграции, была создана Евразийская экономическая комиссия, контролирующая около ста семидесяти функций экономического союза. ЕЭК приступила к своей деятельности 2 февраля 2012 года.
ЕЭК состоит из совета и коллегии, в совет войдёт по одному вице-премьеру от правительства каждой страны, в состав коллегии — по два представителя каждой стороны. Также ЕЭК предусмотрены полномочия по созданию департаментов, которые будут готовить решения и заниматься мониторингом в подведомственных отраслях, и консультативных органов. Полномочия ведомства будут существенно расширены, а численность увеличится со ста пятидесяти до тысячи двухсот международных служащих.

## Мнения и оценки
Владимир Путин определил одну из главных целей Евразийского экономического союза следующим образом:

Мы предлагаем модель мощного наднационального объединения, способного стать одним из полюсов современного мира и при этом играть роль эффективной «связки» между Европой и динамичным Азиатско-Тихоокеанским регионом.

В этой связи рассматривался вопрос о возможности вступления Украины в Евразийский экономический союз. Так, Збигнев Бжезинский считал, что Украина была бы главным «призом» России в её «новой империи». В своей книге «Великая шахматная доска» он писал:

Украина, новое и важное пространство на евразийской шахматной доске, является геополитическим центром, потому что само её существование как независимого государства помогает трансформировать Россию. Без Украины Россия перестаёт быть евразийской империей. Без Украины Россия всё ещё может бороться за имперский статус, но тогда она стала бы в основном азиатским имперским государством.

Согласно концепции Бжезинского, Россия, так или иначе объединённая с Украиной, неизбежно снова станет мощной евразийской державой. Если же Украина будет полностью интегрирована в европейские структуры, это положит окончательный конец «геополитическому натиску России на Запад».
6 декабря 2012 года тогдашний госсекретарь США Хиллари Клинтон заявила о намерении США противодействовать процессу интеграции на территории бывшего СССР:

Мы отмечаем некий сдвиг в сторону повторной советизации региона, но, конечно, это не будет называться именно так. Это будет называться Таможенным союзом, Евразийским союзом или что-то в этом роде. Мы знаем, в чём заключается цель, и мы стараемся разработать эффективные способы того, как замедлить это или предотвратить это.

Журнал Bloomberg Businessweek назвал создание Союза сделкой, невыгодной для всех её участников, в том числе для России:

Однако станет ли союз выгодной сделкой для присоединившихся к нему стран? Бывшие советские республики углубили свои торговые связи с Европой и Китаем в последние годы. ЕС сейчас является главным торговым партнёром России, Казахстана и Армении, в то время как Китай — лидирующий торговый партнёр Кыргызстана. В то же время, отмечает Попеску, объём торговли между Россией, Беларусью и Кыргызстаном сократился на 7 % в прошлом году. Евразийский союз будет продвигать торговлю между странами-членами, повышая пошлины на товары из других стран. То, к чему это может привести, уже можно увидеть в Казахстане, который поднял импортные пошлины, присоединившись к Таможенному союзу, созданному до нового экономического блока. «Представителям среднего класса страны теперь приходится покупать произведённые в России машины низкого качества вместо тех, что импортируются свободно», — написал в прошлом году экономист Андерс Аслунд из вашингтонского Института международной экономики имени Питерсона.
Оригинальный текст (англ.)But will it be a good deal for the countries that join? Former Soviet republics have deepened their trade ties with Europe and China in recent years. The EU is now the No. 1 trading partner of Russia, Kazakhstan, and Armenia, while China is Kyrgyzstan's top partner. By contrast, Popescu says, trade flows between Russia, Belarus, and Kyrgyzstan declined about 7 percent last year. The Eurasian Union will encourage members to trade among themselves by raising tariffs on goods imported from outside. A glimpse of what that could mean can be seen in Kazakhstan, which has already raised import duties after joining a Russian-led customs union that preceded the new bloc. Middle-class Kazakhs now have to buy "substandard Russian cars rather than freely imported ones," economist Anders Aslund, of the Peterson Institute for International Economics in Washington, wrote in an analysis last year.

Доцент кафедры политической теории МГИМО Кирилл Коктыш в интервью «Эхо Москвы» пояснил, что Евразийский экономический союз возник в результате того, что в рамках СНГ договориться по самому широкому спектру вопросов не удалось из-за числа участников и отсутствия взаимного доверия внутри него. По словам политолога, ввиду санкций, введённых против России, задачей Евразийского союза будет протекционизм и замещение импорта.
Монография «Евразийский экономический союз» под редакцией Е. Винокурова утверждает, что Таможенный союз 2011 года и выросший из него ЕАЭС являются первой постсоветской экономической инициативой, имеющей характер действительно наднационального политического института. До 2010 года государствам региона удавалось достичь тесной экономической кооперации лишь в отдельных областях: железнодорожных перевозках, стандартах авиационной безопасности и электрических сетях. С одной стороны, Евразийский экономический союз не является безупречной «историей успеха». После начальной фазы быстрого роста в 2009—2015 годах прогресс резко замедлился и стал носить во многом формальный характер. С другой стороны, у ЕАЭС есть ряд достижений — работающие институты, общий рынок товаров (с рядом ограничений), общий рынок труда, несколько десятков общих технических регламентов и первые зоны свободной торговли.
По мнению Е. Винокурова, ЕАЭС следует рассматривать не как исключение из правил, а как «нормальное» интеграционное объединение, демонстрирующее успехи и неудачи. Оптимально его сравнение не с Европейским союзом, а с НАФТА, Меркосур, Советом сотрудничества арабских государств Персидского залива, АСЕАН и Южноафриканским таможенным союзом.

## Нумизматика
5 сентября 2019 года Банк России выпустил в обращение памятную серебряную монету номиналом 3 рубля «5-летие ЕАЭС».
25 апреля 2024 года Банк России выпустил в обращение памятную серебряную монету номиналом 3 рубля «10-летие ЕАЭС».
См. также: Монеты, посвящённые ЕАЭС.

## Критика
Казахстанский экономист и предприниматель Айдан Карибжанов после российского вторжения в Украину и последующих санкциях против России, так высказался по поводу действий России и Беларуси и текущего положения союза:
Санкции введены в результате их действий, которые на уровне союза не обсуждались и не были согласованы. Их национальные валюты в данный момент де-факто неконвертируемы. Сами они вводят в одностороннем порядке совершенно нерыночные запреты на экспорт своих товаров, эти меры в корне противоречат принципам экономического союза. В результате действий этих двух стран, ЕАЭС фактически не функционирует в том режиме, который закреплён в соглашениях между участниками….

В качестве меры, обеспечивающей экономическую безопасность ЕАЭС, может стоит, хотя бы временно, заморозить всю эту систему соглашений? К обсуждению будущего этой организации и принципам её функционирования можно бы было вернуться после окончания острой военной фазы конфликта и понимания окончательной конфигурации международных санкций в отношении отдельных государств-участников.
В апреле 2022 года на Евразийской экономической комиссии Казахстан выразил свою озабоченность. Казахстан, в частности, недоволен тем, что Россия несправедливо запретила экспорт зерна в Казахстан, в то время как экспорт в Беларусь осуществляется беспрепятственно. К тому же запрет российского экспорта не распространяется на зерно, вывозимое за пределы ЕАЭС в рамках установленной квоты.